# العلاقات البرتغالية البلجيكية
العلاقات البرتغالية البلجيكية هي العلاقات الثنائية التي تجمع بين البرتغال وبلجيكا.

## مقارنة بين البلدين
هذه مقارنة عامة ومرجعية للدولتين:
| وجه المقارنة                                              | البرتغال                                                  | بلجيكا                                                                              |
| --------------------------------------------------------- | --------------------------------------------------------- | ----------------------------------------------------------------------------------- |
| المساحة (كم2)                                             | 92.21 ألف                                                 | 30.53 ألف                                                                           |
| عدد السكان (نسمة)                                         | 10.60 مليون                                               | 11.37 مليون                                                                         |
| الكثافة السكانية (ن./كم²)                                 | 114.95                                                    | 372.42                                                                              |
| العاصمة                                                   | لشبونة                                                    | بروكسل                                                                              |
| اللغة الرسمية                                             | اللغة البرتغالية، اللغة الميراندية                        | اللغة الهولندية، لغة فرنسية، اللغة الألمانية                                        |
| العملة                                                    | يورو، اسكودو برتغالي                                      | يورو، فرنك بلجيكي                                                                   |
| الناتج المحلي الإجمالي (بليون دولار)                      | 217.57 مليار                                              | 492.68 مليار                                                                        |
| الناتج المحلي الإجمالي (تعادل القوة الشرائية) بليون دولار | 307.82 مليار                                              | 514.74 مليار                                                                        |
| الناتج المحلي الإجمالي الاسمي للفرد دولار أمريكي          | 19.22 ألف                                                 | 40.32 ألف                                                                           |
| الناتج المحلي الإجمالي للفرد دولار أمريكي                 | 28.76 ألف                                                 | 43.44 ألف                                                                           |
| مؤشر التنمية البشرية                                      | 0.830                                                     | 0.890                                                                               |
| رمز المكالمات الدولي                                      | +351                                                      | +32                                                                                 |
| رمز الإنترنت                                              | .pt                                                       | .be                                                                                 |
| المنطقة الزمنية                                           | توقيت غرب أوروبا، توقيت غرب أوروبا الصيفي، أوروبا/لشبونة ‏ | توقيت وسط أوروبا، ت ع م+01:00، ت ع م+02:00، توقيت وسط أوروبا الصيفي، أوروبا/بروكسل ‏ |

## مدن متوأمة
في ما يلي قائمة باتفاقيات التوأمة بين مدن برتغالية وبلجيكية:
- ترتبط شنترين مع كوكلبرغ [الإنجليزية]‏ باتفاقية توأمة.
- ترتبط بورتو مع لياج باتفاقية توأمة منذ 1984.
- ترتبط Sesimbra [الإنجليزية]‏ مع هوفاليز باتفاقية توأمة.

## منظمات دولية مشتركة
يشترك البلدان في عضوية مجموعة من المنظمات الدولية، منها:
| علم المنظمة | اسم المنظمة                               | تاريخ انضمام البرتغال | تاريخ انضمام بلجيكا |
| ----------- | ----------------------------------------- | --------------------- | ------------------- |
|             | اتفاقية السماوات المفتوحة                 | ?                     | ?                   |
|             | الوكالة الدولية للطاقة                    | ?                     | ?                   |
|             | منظمة التجارة العالمية                    | ?                     | ?                   |
|             | الأمم المتحدة                             | 14 ديسمبر 1955        | 27 ديسمبر 1945      |
|             | حلف شمال الأطلسي                          | 4 أبريل 1949          | 4 أبريل 1949        |
|             | الاتحاد الدولي للاتصالات                  | 1866                  | 1866                |
|             | منظمة التعاون الاقتصادي والتنمية          | 4 أغسطس 1961          | ?                   |
|             | مجلس أوروبا                               | ?                     | ?                   |
|             | وكالة الفضاء الأوروبية                    | ?                     | ?                   |
|             | اتحاد المدفوعات الأوروبي ‏                 | ?                     | ?                   |
|             | المرصد الأوروبي الجنوبي                   | 2001                  | 1962                |
|             | المنظمة الأوروبية لسلامة الملاحة الجوية   | 1986                  | 1960                |
|             | الاتحاد الأوروبي                          | 1986                  | 25 مارس 1957        |
|             | الاتحاد البريدي العالمي                   | ?                     | ?                   |
|             | يونسكو                                    | 11 مارس 1965          | 29 نوفمبر 1946      |
|             | مؤسسة التنمية الدولية                     | 29 ديسمبر 1992        | 2 يوليو 1964        |
|             | منظمة حظر الأسلحة الكيميائية              | ?                     | ?                   |
|             | نظام تحكم تكنولوجيا القذائف               | 1992                  | 1990                |
|             | وكالة ضمان الاستثمار متعدد الأطراف        | 6 يونيو 1988          | 18 سبتمبر 1992      |
|             | منظمة الشرطة الجنائية الدولية             | ?                     | ?                   |
|             | المنظمة الهيدروغرافية الدولية             | ?                     | ?                   |
|             | مؤسسة التمويل الدولية                     | 8 يوليو 1966          | 27 ديسمبر 1956      |
|             | بنك التنمية الآسيوي                       | 2002                  | 1966                |
|             | البنك الدولي للإنشاء والتعمير             | 29 مارس 1961          | 27 ديسمبر 1945      |
|             | البنك الإفريقي للتنمية                    | ?                     | ?                   |
|             | مجموعة الموردين النوويين                  | ?                     | ?                   |
|             | الفريق المعني برصد الأرض                  | ?                     | ?                   |
|             | مجموعة أستراليا                           | 1985                  | 1985                |
|             | مركز تنسيق الحركة في أوروبا ‏              | ?                     | ?                   |
|             | منظمة الأمن والتعاون في أوروبا            | 25 يونيو 1973         | 25 يونيو 1973       |
|             | المركز الدولي لتسوية المنازعات الاستشارية | 1 أغسطس 1984          | 26 سبتمبر 1970      |

## أعلام
هذه قائمة لبعض الشخصيات التي تربطها علاقات بالبلدين:
- إليزابيث ملكة بلجيكا (25 يوليو 1876[26][27][28] – 23 نوفمبر 1965[26][28])
- توماس ازيفيدو (لاعب كرة قدم بلجيكي، 31 أغسطس 1991[29] – )
- روز برترام (عارضة بلجيكية، 26 أكتوبر 1994 – )
- سيمون دي أوليفيرا (ممثلة برتغالية، 11 فبراير 1938 – )
- فيليب الأول ملك قشتالة (23 يونيو 1478 – 25 سبتمبر 1506)
- فيليب الثاني ملك إسبانيا (21 مايو 1527[30] – 13 سبتمبر 1598[31][32][33])
- كارلوس الخامس (إمبراطور روماني مقدس وملك إسبانيا ودوق بورغندي، 24 فبراير 1500[34] – 21 سبتمبر 1558[34])
- ليو (17 يونيو 1962[35][36] – )
- ليوبولد الثالث ملك بلجيكا (3 نوفمبر 1901[37][38][39] – 25 سبتمبر 1983[37][38][39])
- ماريو ماتوس (لاعب كرة قدم برتغالي، 21 يونيو 1988[40] – )
- مايرون دي ألميدا (لاعب كرة قدم بلجيكي، 22 نوفمبر 1995[41] – )
- يانيك فيريرا كاراسكو (لاعب كرة قدم، 4 سبتمبر 1993[42] – )

## وصلات خارجية
- موقع وزارة الخارجية البرتغالية
- موقع وزارة الخارجية البلجيكية